# Kim So-hye
Kim So-hye (Seul, 19 luglio 1999) è un'attrice e cantante sudcoreana.
È nota per essere arrivata quinta nel talent show di Mnet Produce 101 e per essere quindi entrata nel gruppo femminile I.O.I. È inoltre celebre per i suoi ruoli da attrice in Si story (2017), Gang Deok-sun aejeong byeoncheonsa (2017), Choego-ui chicken (2019) e Sunjeong boxer (2023).

## Biografia
Durante l'adolescenza è stata una giocatrice di pallavolo, e alle scuole medie ha vinto il titolo nazionale come libero.

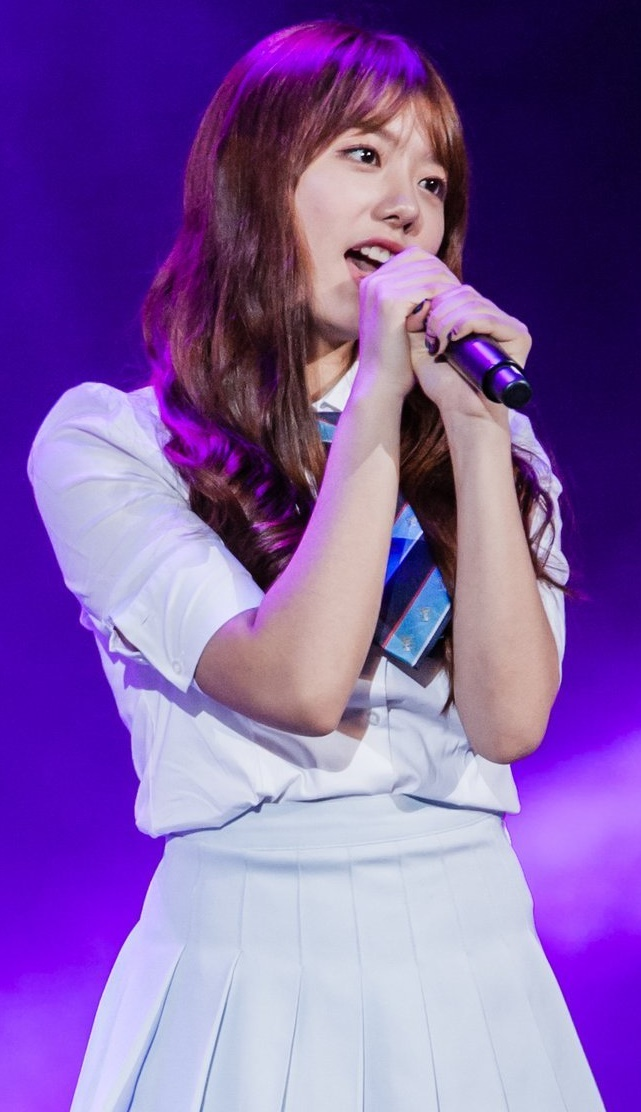
Kim nel 2016 mentre si esibisce.

Nel 2016 ha partecipato al talent show Produce 101. Provenendo dalla Redline Entertainment, un'agenzia di attori, Kim si stava preparando a diventare un'attrice e non aveva alcuna esperienza pregressa nel canto o nella danza. Al termine del programma si è piazzata quinta su 101 partecipanti, diventando un membro delle I.O.I. La sua agenzia ha affermato che avrebbe continuato a concentrarsi sulla recitazione una volta finite le promozioni con il gruppo. Parallelamente è stata conduttrice regolare dei programmi Star Show 360 di MBC Every1 e Game Show di SBS. Nel giugno 2016 ha creato una propria agenzia d'intrattenimento, S&P (Shark & Penguin) Entertainment, e ha aperto una caffetteria nel distretto di Seocho, il Penguin's Café, per entrare in contatto con i fan.
Dopo lo scioglimento delle I.O.I a inizio 2017, Kim ha fatto il suo debutto come attrice nella webserie Si story. Nello stesso anno è stata scritturata come protagonista femminile del film per la TV Gang Deok-sun aejeong byeoncheonsa. Nel 2018 ha ottenuto un altro ruolo principale, nella serie TV Choego-ui chicken.
Nel 2019 è apparsa nel suo primo lungometraggio, Yunhui-ege, indicato dalla critica cinematografica come uno dei migliori film sudcoreani dell'anno; anche Kim è stata lodata per la sua interpretazione. Successivamente è comparsa come artista ospite nella canzone Press Start di Olltii per il suo album 8BEAT, pubblicato il 9 settembre 2019. Nel 2020 ha recitato nella serie TV di KBS Gye-yak unjeong. Nel 2022 è apparsa nella sua prima opera teatrale, Jeogi-yo....
Nel 2024 ha firmato con una nuova agenzia, Noon Company.

## Discografia
- 2019 – Press Start (Olltii feat. Kim So-hye)
- 2021 – In My Hand: Orlaya Theme
- 2021 – Close to You

## Filmografia

### Cinema
- Yunhui-ege (윤희에게?), regia di Lim Dae-hyung (2019)
- Jam-eunhaeng (잠은행?) (2019) – cortometraggio
- Gwimun (귀문?), regia di Shim Deok-geun (2021)
- Geunyeo-ui bucket list (그녀의 버킷리스트?), regia di Hwang Gyung-sung (2022)

### Televisione
- Abujaeng-i yap! (아부쟁이 얍!?) – webserie (2015)
- Banji-ui yeo-wang (반지의 여왕?) – serie TV, episodio 1 (2017)
- Si story (시(詩)스토리?) – webserie TV (2017)
- Gang Deok-sun aejeong byeoncheonsa (강덕순 애정 변천사?) – film TV (2017)
- Tteutbagg-ui heroes (뜻밖의 히어로즈?) – webserie (2017)
- Yeon-ae gang-yohaneun sahoe (연애 강요하는 사회?) – webserie (2018)
- Goraemeonji (고래먼지?) – webserie (2018)
- Choego-ui chicken (최고의 치킨?) – serie TV (2019)
- Gye-yak unjeong (계약우정?) – serie TV (2020)
- Hakgyo gidam - Oji anhneun a-i (학교기담 - 오지 않는 아이?) – serie TV (2020)
- Sunjeong boxer (순정복서?) – serie TV (2023)
- Areumda-un uri-yeoreum (아름다운 우리여름?) – film TV (2024)

## Riconoscimenti
- Asia Model Award
  - 2019 – Miglior attrice esordiente per Choego-ui chicken[20]
- Baeksang Arts Award
  - 2020 – Candidatura Miglior nuova attrice cinematografica per Yunhui-ege[21]
- Blue Dragon Film Award
  - 2021 – Candidatura Miglior nuova attrice per Yunhui-ege[22]
- Busan Film Critics Award
  - 2020 – Miglior nuova attrice per Yunhui-ege[23]
- Chunsa Film Art Award
  - 2020 – Candidatura Miglior nuova attrice per Yunhui-ege[24]
- Director's Cut Award
  - 2022 – Candidatura Miglior nuova attrice cinematografica per Yunhui-ege[25]
- Golden Cinema Film Festival
  - 2021 – Miglior nuova attrice per Yunhui-ege[23][26]
- KBS Drama Award
  - 2020 – Candidatura Miglior attrice esordiente per Gye-yak unjeong[27]